# Technische Universiteit van Isfahan
De Technische Universiteit van Isfahan (Engels: Isfahan university of technology, IUT; Perzisch: دانشگاه صنعتی اصفهان) Dāneshgāh-e San'ati-ye Esfahān) is een van de pioniers onder de Iraanse openbare universiteiten en is gevestigd nabij de stad Isfahan, provincie Isfahan.
De universiteit heeft 14 faculteiten en afdelingen met ongeveer 11.000 studenten en 600 academische medewerkers, en biedt vier disciplines aan in de techniek, basiswetenschappen, landbouw en natuurlijke hulpbronnen, en dit in alle drie studieniveaus van bachelor, master en doctoraat.
De universiteit staat onder toezicht van het Ministerie van Wetenschap, Onderzoek en Technologie. Het is de eerste Iraanse universiteit waarvan wetenschappers konden aansluiten bij de CMS Collaboration van het CERN.